# Why Women Kill
Why Women Kill är en amerikansk svart dramakomedi från 2019. Serien är skapad av Marc Cherry. Första och andra säsongen består av 20 avsnitt totalt. 
Den svenska premiären är planerad till 13 april 2020 på Fox.
Andra säsongen hade premiär i Sverige 1 augusti 2021 

## Handling
Seriens första säsong handlar om tre kvinnor från tre olika decennier. Det som kvinnorna har gemensamt är att samtliga bor på samma herrgård i Pasadena och blivit bedragna av sina män. Otroheten leder till kedjereaktion av händelser som leder fram att en kvinna tar livet av en annan person.

## Rollista (i urval)
- Ginnifer Goodwin – Beth Ann Stanton
- Sam Jaeger – Rob Stanton
- Sadie Calvano – April Warner
- Lana Parrilla –  Rita Castillo
- Alicia Coppola – Sheila Mosconi
- Adam Ferrara – Leo Mosconi
- Lindsey Kraft – Claire
- Analeigh Tipton – Mary Vlasin
- Scott Porter – Ralph Vlasin
- Lucy Liu – Simone Grove
- Jack Davenport – Karl Grove
- Hayley Hasselhoff – Patt Jenkins
- Kirby Howell-Baptiste – Taylor Harding
- Alexandra Daddario – Jade / Irene Tabatchnick
- Reid Scott – Eli Cohen
- Kevin Daniels – Lamar